# جامعة ماكموري
جامعة ماكموري (بالإنجليزية: McMurry University)‏ التي تاسست سنة 1923، هي جامعة أمريكية خاصة للتعليم المختلط، يقع مقرها في مدينة أبيلين، تكساس، بالولايات المتحدة الأمريكية.
جأمعة ماكموري هي بمثابة مدرسة للفنون المتحررة، تقدم لطلابها فرصة الدراسة في خمسة وأربعين تخصصا مختلفا؛ يشمل مجالات الفنون الجميلة، العلوم الإنسانية، العلوم الاجتماعية والطبيعية، التعليم، الأعمال والدين، بالإضافة إلى تسعة برامج قبل مهنية، بما فيها التمريض، طب الأسنان، الطب، الصيدلة، الطب البيطري، والقانون. و تترأسها الآن ساندرا هاربر.
ترتبط جامعة ماكموري بالكنيسة الميثودية المتحدة، ويدرس بها ما مجموعه 1080 طالبا، حولي 27 في المائة منهم ميثوديون. تصل نسبة الطلاب الجامعيين المنحدرين من تكساس حوالي 95 في المئة من مجموع عدد الطلاب الذين يتابعون دراستهم في الجامعة. في صف السنة الأولى للجامعة يحصل 98% من الطلاب على مساعدة مالية.
فيما يخص السكن فإن حوالي نصف عدد الطلاب (53 في المائة) يعيشون في الحرم الجامعي. بالإضافة للمنهج الدراسي، يشارك 75 في المائة من طلاب جامعة ماكموري في نشاط واحد على الأقل خارج المناهج الدراسية.
91 في المائة من أعضاء هيئة التدريس في جامعة ماكموري هم حاصلون على شهادة الدكتوراه أو شهادة أخرى في مجالهم. تم اعتماد الجامعة من قبل لجنة كليات الرابطة الجنوبية للكليات والمدارس، وكالة التعليم في تكساس والرابطة الوطنية للتمريض.

## المواد الدراسية
تقدم كليات الجامعة لطلابها دروسا في عدة مجالات،  من بين هذه المواد توجد :
- الأعمال والإدارة.
- التعليم والتدريب.
- الدراسات الاجتماعية والإعلام.
- السفر والضيافة.
- الصحة والطب.
- العلوم الإنسانية.
- العلوم التطبيقية والصرفة.
- العناية الشخصية واللياقة البدنية.
- الفنون الإبداعية والتصميم.
- الهندسة.
- علوم الحاسب الآلي وتكنولوجيا.
- المعلومات.